# هانس-برت ماتوول

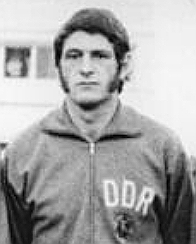
هانس-برت ماتوول

هانس-برت ماتوول (به آلمانی: Hans-Bert Matoul) (۲ ژوئن ۱۹۴۵- ۱۷ اوت ۲۰۲۵) بازیکن فوتبال و مهاجم اهل آلمان شرقی بود که از سال ۱۹۷۴ میلادی عضو تیم ملی فوتبال آلمان شرقی بوده‌است. وی در ۳ بازی ملی حضور داشته و در بازی‌های ملی‌اش ۱ گل به ثمر رساند. هانس-برت ماتوول آخرین بازی ملی خود را در سال ۱۹۷۴ میلادی انجام داد.